# Sorcery (Jack DeJohnette)
Sorcery è un album di Jack DeJohnette del 1974.

## Tracce
1. Sorcery #1 - 13:50
2. The Right Time - 2:21
3. The Rock Thing - 14:19
4. The Reverend King Suite
  1. Reverend King
  2. Obstrutions
  3. The Fatal Shot
  4. Mourning
  5. Unrest
  6. New Spirits on the Horizon
5. Four Levels of Joy - 3:09
6. Epilog - 3:11

## Formazione
- Jack DeJohnette - tastiera, batteria, C-melody saxophone
- Bennie Maupin - bass clarinet
- John Abercrombie, Mick Goodrick - guitars
- Dave Holland - bass
- Michael Fellerman - metaphone 1, trombone